# 张邦杰 (元朝)
张邦杰，字智万，元朝济南历城（今山东济南）人，张荣之子。
济南是宗王按赤台的五户丝分地，十七岁的张邦杰以世侯之子入质于辽东兀鲁回河（今内蒙古东乌珠穆沁旗乌拉根果勒）。娶阿可亦真氏，生子張宏。乃马真后称制时，张荣因病告老，奏请以张邦杰袭爵。于是张邦杰担任济南兵马都总管兼知府事职，佩金虎符。他敢于直言，被百姓称颂。1253年，以考课第一，蒙哥大汗把河间的将陵、临邑等六处交给济南张氏管理，不久张邦杰病故。时年四十四岁，当时张荣还健在。其四子：張宏、張守、張崇、張宇。